# Комельков, Юрий Александрович
Ю́рий Алекса́ндрович Комелько́в (укр. Юрій Олександрович Комельков; род. 30 сентября 1962, Яма, Донецкая область) — украинский издатель, галерист, коллекционер. Учредитель рекламного агентства полного цикла «Атлант ЮЭмСи» (1997), основатель журнала «Ре! Zоны» (2001), основатель компании «Арт-блюз» (2002) и галереи «Арт-блюз» (2004), собственник галереи «Триптих» (2003), учредитель и главный редактор журнала «Аура» (2007), основатель интернет-платформы Cultprostir (2014). Инициатор и руководитель благотворительного фонда художника Ивана Марчука (2005) и фундации «КультАура» (2013).
Почётная грамота Кабинета Министров Украины (протокол № 49 от 24 сентября 2008) — «за высокие производственные достижения в развитии издательского и рекламного дела и значительный личный вклад в обеспечение успешного проведения в мае 2008 г. в г. Киеве ежегодных сборов Совета управляющих Европейского банка реконструкции и развития».

## Биография
Учился в с/ш № 1 Северска Донецкой обл. (1979). Окончил с отличием Киевский медицинский институт им. А. А. Богомольца (1985, лечебный факультет). Параллельно окончил Харьковский художественно-промышленный институт (1985, факультет промышленного дизайна) по системе народного образования. Закончил международный курс по специальности «Травматология и ортопедия» по системе АО в Давосе (Швейцария, нач. 1990-х).
Работал в Киевском НИИ ортопедии и травматологии (1985—1997, научный сотрудник), представительстве швейцарской медицинской компании «Mathys» на Украине (1995—1997, глава представительства), рекламном агентстве «Атлант ЮЭмСи» (с 1997, генеральный директор, собственник), издательстве «Литтон» (2000—2008, президент, соучредитель), журнале «Ре! Zоны» (2001, собственник), компании «Арт-блюз» (с 2002, генеральный директор, собственник), галереи «Триптих» (с 2003, собственник), журнале «Аура» (2007—2009, главный редактор, собственник), интернет-платформе Cultprostir (с 2014, собственник). Живет в Киеве.
Автор медицинского патента «Способ переднего спондилодеза» (Киевский НИИ ортопедии). Авторское свидетельство СССР № 833226, кл. А 61 В 17/56, 1981. Изобретение используется для костно-пластической фиксации позвоночника при его повреждениях и заболеваниях.

## Издательская деятельность

### Издания «Атлант ЮЭмСи»
«Атлант ЮЭмСи» (учредитель и генеральный директор Юрий Комельков) — рекламное агентство полного цикла. Основано в 1997. Действительный член Всеукраинской рекламной коалиции. Направления деятельности: реклама и события (B2B, B2C, HR, брендинг, BTL, PR и медиа), производство рекламы (видео и аудио, POS-материалы, выставочное оборудование и стенды, телевизионные студии, полиграфия). Компания организовывала ежегодные сборы Совета управляющих ЕБРР в Киеве. Агентство получило более 40 международных и национальных наград, среди которых Гран-при Киевского международного фестиваля рекламы (2001), 9 первых мест Московского, Казанского и Киевского международных фестивалей рекламы, 8 вторых мест, 1 третье место, 8 званий финалиста.
«Атлант ЮЭмСи» зарегистрировано как издательство (свидетельство о внесении в Государственный реестр субъектов издательского дела ДК № 1918). С 1997 изданы сотни книг, выпускались журналы. Книжная продукция — медицинской, научной и художественной направленности. Выделяются издания, посвященные искусству — более 500 буклетов, каталогов и альбомов современных украинских художников.
Центральным книжным проектом стало масштабное издание «Декоративное искусство Украины конца XX века. 200 имен» (2002). Впервые за годы независимости в одной книге было представлено творчество 200 лучших художников страны. Альбом-каталог вышел в лидеры рейтинга «Книга года 2003» (победил в номинации «Визитивка», 2 место в Гран-при). Автор идеи стала лауреатом Национальной премии Украины имени Тараса Шевченко (2006).
К весомым книжным проектам относится большой альбом-каталог «Иван Марчук» (2004). Книга иллюстрирует все этапы творчества художника. Выделяются фотоальбомы «День. Фото 1999—2003» (2003), «Кадр за кадром: Кира Муратова. Хроника одного фильма» (2007), «Киев — город каштанов» (2007), художественные альбомы «Анатолий Криволап. Структуры» (2009, под эгидой Национального художественного музея Украины) и «Киевский музей русского искусства» (2009, 4 варианта обложки).
Выпущены альбомы Игоря Горина (1999), Ольги Антоненко (2004), Эдуарда Бельского (2004, 2006), Марии Примаченко (2004), Евгения Деревянко (2005). В отдельных изданиях и сериях — Ивана Марчука (2004, 2005, 2008), Алексея Владимирова (2005, 2012), Анатолия Криволапа (2006, 2008, 2009), Владимира Будникова (2007, 2010).
Издано 5 серий альбомов. В серии «Живопись» 9 альбомов: Анатолия Криволапа (2006, 2008), Игоря Елисеева (2006), Владимира Будникова (2007, 2010), Ивана Марчука (2008), Галины Неледвы (2009), Виктора Рыжих (2009) и Матвея Вайсберга (2010). Серия «Живопись. Левкас» представлена Леонидом Бернатом (2006) и Алексеем Малых (2007), серия «Живопись. Графика» — Александром Бабаком (2008), серия «Рисунок» — Александром Сухолитом (2010), серия «Скульптура» — Алексеем Владимировым (2012). Изобразительные издания выходили на украинском, русском и английском языках.

### Журнал «Ре! Zоны»
2001 выпускался журнал «Ре! Zоны». Учредитель и издатель — издательство «Литтон» (президент Юрий Комельков). Название расшифровывается «рекламные зоны». Вышло 3 номера издания. Полноцветный глянцевый журнал, объем от 72 до 80 с. Журнал русскоязычный. Профессиональное издание для участников рекламного рынка Украины.

### Журнал «Аура»
2007—2009 издавался художественный журнал «Аура» (ISSN 1996-5206). Учредитель и главный редактор Юрий Комельков. Вышло 7 номеров издания (№ 1 в 2007, № 1-4 в 2008 и № 1-2 в 2009). Полноцветный глянцевый журнал, объем от 116 до 124 с. Преобладающая часть статей на русском языке, некоторые на украинском. Специализация — изобразительное и декоративное искусство.
Журнал соединил информативность, популярную форму изложения и высокое качество иллюстраций. Среди постоянных авторов — коллекционер Игорь Дыченко, тележурналист Юрий Макаров, куратор Ольга Лопухова. Одна из центральных рубрик — «Золотая коллекция», посвященная лучшим художникам. Партнерами журнала стали три ведущих художественных музея страны — Национальный художественный музей Украины, Национальный музей искусств имени Богдана и Варвары Ханенко и Киевский национальный музей русского искусства.

### Интернет-платформа Cultprostir
2013 по инициативе Ю. Комелькова основана фундация «КультАура». Она призвана «вернуть должное внимание и отношение к культуре среди всех слоев населения и институций». Рабочим инструментом фундации является платформа Cultprostir.
Цели Cultprostir: 1) стать авторитетным источником информации о культуре; 2) рейтинговой панелью; 3) компанией, организующей и реализующей системные проекты в области культуры; 4) активной дискуссионной площадкой. Старт нового СМИ состоялся 1 июля 2014. Редакционные материалы выходят синхронно на украинском и русском языках. В интернет-издании работает 7 чел. По состоянию на январь 2015 Cultprostir имел аудиторию более 100 тыс. читателей в месяц и 9 тыс. подписчиков в Facebook.

## Галерейная деятельность

### Галерея «Триптих»
Началом галерейной деятельности Юрия Комелькова стало приобретение киевской галереи «Триптих» (2003).
Это первая частная галерея столицы, основанная в 1988 пятью соучредителями (А. Миловзоров, В. Исупов, Н. Исупова, Н. Пикуш и Н. Лапчик) — художниками, задавшими основное направление деятельности (декоративно-прикладное). За популярность в среде художников писатель Андрей Курков назвал «Триптих» «краеугольным камнем Андреевского спуска». Выставки освещались в прессе. Например, газета «День» презентовала экспозицию Людмилы Бруевич, «Зеркало недели» — Нелли Исуповой и Марины Лидаговской. Были и зарубежные обзоры. Латвийская ежедневная газета Diena (Рига) анонсировала выставку Яниса Мелецкиса, которая состоялась под эгидой посольства Латвии на Украине (1998).
На момент приобретения галерея «Триптих» имела богатую историю, но находилась в состоянии упадка. Новым владельцем была произведена реставрация помещения и полный ребрендинг галереи. Учреждение стало проводить регулярные экспозиции, принимать участие в международных проектах, основаны ежегодные пленэры, издавались каталоги художников. Изобразительное направление (живопись, скульптура, графика) стало доминирующим. Впервые в галерейной практике столицы были использованы современные бизнес-технологии. Начата системная работа по формированию среди бизнес-элиты страны спроса на предметы искусства.
С 2004 началась серия больших проектов. Они характеризуются синтезом издательской и галерейной составляющих. Книга «Декоративное искусство Украины конца XX века. 200 имен» стала 1-м этапом одноименного проекта. 2-й этап — выставка «Современное профессиональное декоративное искусство. Трансформация образа» в Украинском доме (2003). Выставлялись более 1000 экспонатов. Выставка стала наиболее посещаемым художественным событием года. Арт-проект был взят под патронат Президента Украины (2003). Завершающий 3-й этап реализован на международном уровне. Он презентован в Париже выставкой в штаб-квартире ЮНЕСКО, на торжествах в честь 50-летия членства Украины (2004). Событие получило высокую оценку Генерального директора ЮНЕСКО Коитиро Мацуура, которую он выразил в письме Президенту Украины. Проект «200 имен» три года перемещался по странам Западной Европы (Франция, Бельгия, Голландия).
К 20-й годовщине Чернобыльской аварии был организован арт-проект «Мост» — две одноименные выставки в Киеве и в Париже, в штаб-квартире ЮНЕСКО (Франция, 2006). «Триптих» представил Украину на одной из крупнейших арт-ярмарок Европы «Art Karlsruhe» (Карлсруэ, Германия; 2006). Галерея несколько лет принимала участие в международной ярмарке современного искусства «Арт-Манеж» (Москва, Россия; 2006—2010). Была представлена на международном художественном форуме «Art Vilnius 2009» (Вильнюс, Литва; 2009). Участвовала в крупной европейской арт-ярмарке «20th Istanbul Art Fair» (Стамбул, Турция; 2010).
Галерея принимала участие в отечественных мероприятиях. Это «Art Kyiv Contemporary» (Киев, 2006—2014), «Неделя актуального искусства-2010» (Львов).
І художественный пленэр галереи «Триптих» — «Стеклянный дом» (2003) проходил в Крыму, на мысе Айя. ІІ и ІІІ художественные пленэры проведены в Созополе (Болгария, 2005—2006), на территории древнегреческой колонии Аполлонии Понтики. В третьем пленэре участвовало 15 художников. По результатам пленэров изданы каталоги.
После презентации альбома-каталога «Иван Марчук» галерея «Триптих» провела самую большую выставку Ивана Марчука, которая заняла четыре этажа Украинского Дома (2005). В 2013 в галерее прошел «Малый скульптурный салон», на котором экспонировались 104 композиции 25 скульпторов.
Экспозиции были популярны среди центральных периодических изданий. Например, газета «День» размещала публикации о вернисажах художников Яны Быстровой, Ивана Кириченко, Романа Жука, Катерины Косьяненко, Николая Муравского, Яны Кацубы, Владислава Шерешевского, Оксаны Стратийчук, Ивана Марчука. Газета «Крещатик» публиковала репортажи о экспозициях Вачагана Норазяна, Бориса Фирцака, Матвея Вайсберга, Глеба Вышеславского и Веры Вайсберг. Газета «Коммерсантъ Украина» освещала выставку Звиада Гоголаури. «Капитал» анонсировал вернисаж Анатолия Криволапа. «Газета по-украински» представила репортаж о торжествах к 25-летнему юбилею галереи.
Галерея «Триптих» стала предметом академических студий. Выставка Олега Минька рассматривалась в сборнике научных трудов Института проблем современного искусства НАИ Украины. Экспозиционная деятельность галереи упоминается в зарубежных каталогах, изданных в Польше (Люблин), Турции (Стамбул).

### Галерея «Арт-блюз»
Компания «Арт-блюз» учреждена Юрием Комельковым в 2002. Компания входит в торгово-промышленное объединение — группу компаний «Фокстрот». Галерея современного искусства «Арт-блюз», которая носит имя компании-владельца, основана в 2004. Деятельность синхронна с галереей «Триптих».

## Коллекция
Юрий Комельков начал коллекционировать с 1999. Общее количество предметов коллекции составляет более 1000. В коллекцию входит живопись, скульптура, графика и декоративно-прикладное искусство.
Собраны произведения современных украинских художников. Живопись представлена моноколлекциями Анатолия Криволапа, Ивана Марчука, Петра Лебединца, Матвея Вайсберга, Владимира Будникова, Владислава Шерешевского, Виктора Рыжих, Галины Неледвы, Сергея Гая, Бориса Буряка, Александра Животкова, Николая Журавля, Александра Бабака, Алексея Литвиненко, Эдуарда Бельского, Оксаны Стратийчук, Романа Романишина, Олега Денисенко, Михайла Демцю, Бориса Егиазаряна, Вачагана Норазяна.
В собрании моноколлекции скульпторов Александра Сухолита (более 40 работ), Алексея Владимирова, Николая Билыка. Декоративно-прикладные изделия — из керамики, металла, дерева, текстиля (гобелены, ковры, батик) и стекла.
Ежегодно часть коллекции выставлялась в галерее «Триптих» (2003—2014). К 25-летию галереи «Триптих» издана юбилейная серия почтовых открыток с репродукциями 32 наиболее популярных современных украинских живописцев, скульпторов и графиков из частной коллекции Юрия Комелькова. Тираж 320 тыс. экземпляров. Открытки предназначались для посетителей масштабных киевских выставок.

## Пленэры, благотворительность
Юрий Комельков был инициатором и куратором трех скульптурных пленэров в Вышгороде (2008, к 1020-летию Крещения Руси), Буче (2009) и Ирпене (2014). Художественым руководителем пленэров был Николай Билык. 18 октября 2014 в центре Ирпеня открыт сквер пленэрных скульптур. По результатам пленэров изданы каталоги.
Юрий Комельков участвовал в благотворительном марафоне ко дню святого Николая «Чудо начинается» на телеканале «Интер» (2014). Марафон инициировал сбор средств для приобретения медицинского оборудования для новорожденных.

### Отдельные издания
1. Ігор V. Горін. Живопис, малюнки. — [К.]: Вид-во «Атлант UMS», [1999]. — 63 с. (укр.) (англ.)
2. Декоративне мистецтво України кінця ХХ століття. 200 імен : альбом-каталог. — К. : ЗАТ «Атлант ЮЕмСі», 2002. — 511 с. — ISBN 966-95919-2-9. (укр.) (англ.)
3. День. Фото 1999—2003. — [К. : ЗАТ «Атлант ЮЕмСі», 2003]. — 79 с. (укр.) (англ.)
4. Едуард Бельський : [альбом]. — [К. : Вид-во «Атлант ЮЕмСі», 2004]. — 47 с. (укр.) (англ.)
5. Іван Марчук : альбом-каталог. — К. : ТОВ «Атлант ЮЕмСі», 2004. — 519 с. — ISBN 966-95919-7-X. (укр.) (англ.)
6. Марія Примаченко. Живопис. З приватної колекції К. А. Бондарева. — К. : [ТОВ «Атлант ЮЕмСі»], 2004. — 43 с. (укр.)
7. Ольга Антоненко. Живопись. — [К. : Изд-во Atlant UMS], 2004. — 22 с.
8. Алексей Владимиров. Скульптура. — К. : ООО «Атлант ЮЭмСи», 2005. — 83 с. — ISBN 966-95919-9-6. (рус.) (англ.)
9. Євген Дерев’янко. Скульптор. — [К. : ТОВ «Атлант ЮЕмСі», 2005]. — 39 с. (укр.) (англ.)
10. Іван Марчук. Творчий період 1965—2005. — [К. : ТОВ «Атлант ЮЕмСі», 2005]. — 28 с. (укр.) (англ.)
11. Едуард Бельський : [альбом]. — [К. : Вид-во «Атлант ЮЕмСі», 2006]. — 47 с. (укр.) (англ.)
12. Donin [Донин, К. А.]. Кадр за кадром: Кира Муратова. Хроника одного фильма. — К. : ООО «Атлант-ЮЭмСи», 2007. — 119 с. — ISBN 978-966-8968-11-2.
13. Київ — місто каштанів : фотоальбом. — К. : ТОВ «Атлант ЮЕмСі», 2007. — 175 с. — ISBN 978-966-8968-10-5. (укр.) (англ.)
14. Анатолій Криволап. Структури. — [К. : ТОВ «Атлант ЮЕмСі», 2009]. — [105] с. (укр.) (англ.)
15. Киевский музей русского искусства / [авт.-сост. Т. М. Солдатова, К. І. Ладыженская]. — К. : ТОВ «Атлант ЮЕмСі», 2009. — 295 с. — ISBN 978-966-8968-25-9. (укр.) (рус.) (англ.)
16. Благодійний аукціон сучасного мистецтва. — [К. : ТОВ «Атлант ЮЕмСі»], 2012. — 55 с. (укр.)
17. Скульптурний пленер «Мій Ірпінь». Мистецтво твориться на ваших очах. — Ірпінь, 2014. — 19 с. (укр.)

### Серия «Живопись»
1. Анатолій Криволап. Український мотив. Ностальгія. 2000—2005 рр. — К. : ТОВ «Атлант ЮЕмСі», 2006. — [64] с. — (Живопис). (укр.) (англ.)
2. Ігор Єлісєєв : [альбом]. — К. : ТОВ «Атлант ЮЕмСі», 2006. — [64] с. — (Живопис). (укр.) (англ.)
3. Володимир Будніков : [альбом]. — К. : ТОВ «Атлант ЮЕмСі», 2007. — [153] с. — (Живопис). (укр.) (англ.)
4. Анатолій Криволап. Український мотив. Тиша. 2005—2008 рр. : альбом. — К. : ТОВ «Атлант ЮЕмСі», 2008. — [83] с. — (Живопис). — ISBN 978-966-8968-21-1. (укр.) (англ.)
5. Іван Марчук. Дорога додому : альбом. — К. : ТОВ «Атлант ЮЕмСі», 2008. — [135] с. — (Живопис). — ISBN 978-966-8968-22-8. (укр.) (англ.)
6. Віктор Рижих : альбом. — К. : ТОВ «Атлант ЮЕмСі», 2009. — 79 с. — (Живопис). (укр.) (англ.)
7. Галина Неледва : альбом. — К. : ТОВ «Атлант ЮЕмСі», 2009. — 79 с. — (Живопис). (укр.) (англ.)
8. Володимир Будніков. Пейзажі 1968—2008 : альбом. — К. : ТОВ «Атлант ЮЕмСі», 2010. — 119 с. — (Живопис). (укр.) (англ.)
9. Матвій Вайсберг : альбом. — К. : ТОВ «Атлант ЮЕмСі», 2010. — 79 с. — (Живопис). (укр.) (англ.)

### Другие серии альбомов
1. Леонід Бернат : [альбом]. — К. : ТОВ «Атлант ЮЕмСі», 2006. — [58] с. — (Живопис. Левкас). (укр.) (англ.)
2. Олексій Малих : [альбом]. — К. : ТОВ «Атлант ЮЕмСі», 2007. — [64] с. — (Живопис. Левкас). (укр.) (англ.)
3. Олександр Бабак : [альбом]. — К. : ТОВ «Атлант ЮЕмСі», 2008. — [103] с. — (Живопис. Графіка). (укр.) (англ.)
4. Олександр Сухоліт : альбом. — К. : ТОВ «Атлант ЮЕмСі», 2010. — 63 с. — (Малюнок). (укр.) (англ.)
5. Алексей Владимиров. Скульптура. — К. : ТОВ «Атлант ЮЭмСи», 2012. — 151 с. — (Скульптура). (рус.) (англ.)

### Интервью
1. Юрий Комельков: «Быть игроком на рынке, которого нет, непросто» / [беседовала] О. Островерх // Сейчас. — 2005. — № 136.
2. «Общаясь с искусством, человек радикально меняется». Галерист Юрий Комельков — о наиболее дешевом и эффективном способе позитивно повлиять на общество / [беседовала] М. Токмак // День. — 2009. — № 147. — С. 22.
3. И то, и другое, и третье… / беседу вел Д. Котин // Народний депутат. — 2013. — № 5. — С. 142—144.
4. «Триптих»: жизнь после… жизни. После двухлетнего перерыва возобновила свою работу одна из старейших галерей Киева / [интервью] И. Гордейчук // День. — 2013. — № 71.
5. У розвинених країнах міністр культури — третя людина в уряді. У нас — остання / [розмову з Ю. Комельковим вели] О. Богачевська, О. Павлова // Країна. — 2013. — № 41. (укр.)